# Thelypteris megalocarpa
Thelypteris megalocarpa là một loài thực vật có mạch trong họ Thelypteridaceae. Loài này được (Alderw.) Ching miêu tả khoa học đầu tiên năm 1941.